# Centrale idroelettrica del Ponale
La centrale idroelettrica del Ponale è un impianto produttivo situato a Riva del Garda in Trentino.

## Storia
La struttura architettonica della centrale fu progettata dal rivano Giancarlo Maroni mentre la parte tecnica fu affidata all'ingegnere Eduardo Model e Francesco Tommazzolli ed i lavori iniziarono nel 1925. Per i tempi nei quali venne costruita fu un complesso molto avanzato e l'energia prodotta fu utilizzata sino alla Pianura Padana e le sue turbine vennero considerate le più grandi al mondo.
Nei primi anni di esercizio fu di proprietà di due comuni trentini, Riva del Garda e Rovereto. In seguito venne controllata maggiormente dal comune gardesano sino a quando, nel 1963, rientrò nel piano delle nazionalizzazioni e divenne a controllo statale.

### Gabriele D'Annunzio e Giancarlo Maroni
Fu Gabriele D'Annunzio, il 18 marzo del 1928, a far detonare le ultime mine in Valle di Ledro per la costruzione delle condotte.
Tra il Vate e l'architetto rivano i rapporti erano iniziati già nel 1921 col progetto del Vittoriale degli Italiani e proseguirono per tutta la vita. Maroni fu sepolto in un'arca del Mausoleo del Vittoriale.

## Descrizione
(Gabriele D'Annunzio, iscrizione inaugurale del 1926 che si erge sulla facciata sopra la statua del Nettuno)

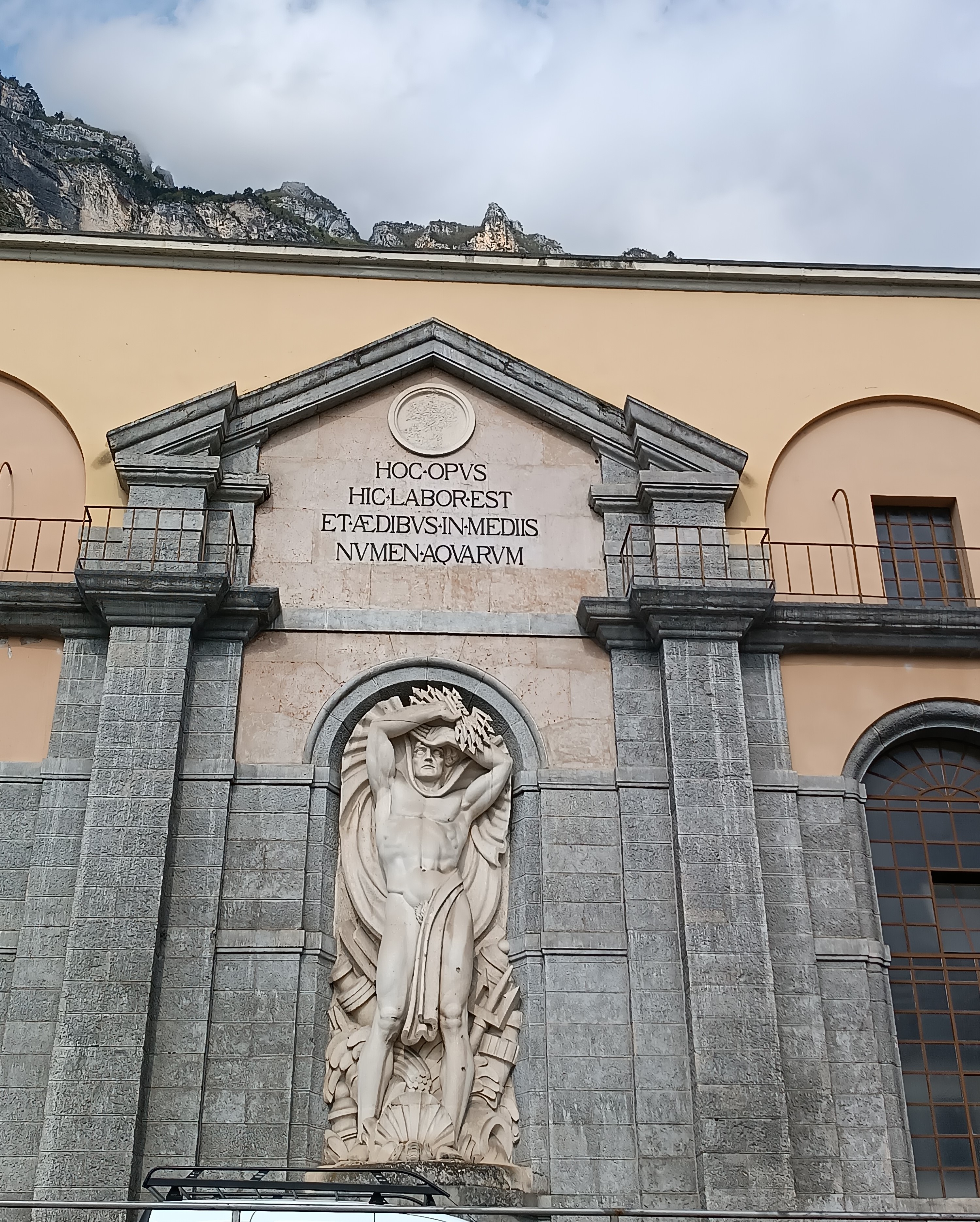
Statua del Nettuno sulla centrale elettrica

La centrale si presenta in stile gardesano e si affaccia sul lago di Garda sul lato occidentale del vecchio porto di Riva del Garda.
Il prospetto principale è arricchito da una grande statua raffigurante il Genio delle acque, chiamata anche Nettuno, opera di Silvio Zaniboni.

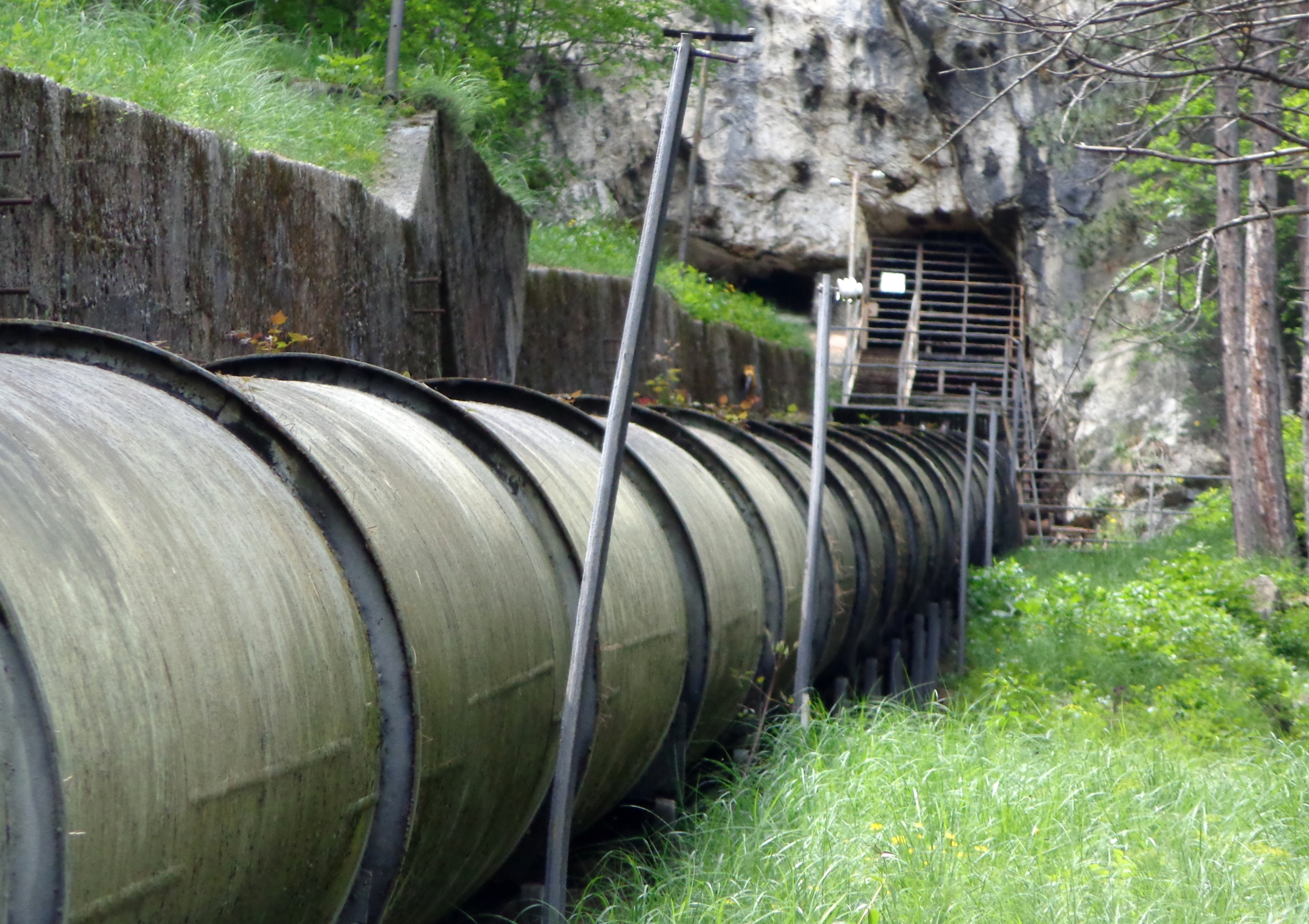
Particolare delle condotte forzate sulla Rocchetta.

Si trova alla base del monte Rocchetta e vi arrivano le colossali condotte forzate dal lago di Ledro. Col lago la centrale è in un rapporto particolare poiché nei progetti dell'impianto il bacino ha sia la funzione di serbatoio idrico per alimentarla sia quella di accumulo per non sprecare l'energia elettrica prodotta in sovrabbondanza dalle centrali termoelettriche nel periodo notturno quando c'è meno richiesta e il suo valore di mercato è minore. Durante la notte potenti pompe rimandano così l'acqua del lago di Garda fino al lago di Ledro.
Il salto di caduta che alimenta le turbine della centrale è di cinquecentonovanta metri e le prese si trovano a circa venticinque metri di profondità.